# Leucospermum conocarpodendron
Leucospermum conocarpodendron är en tvåhjärtbladig växtart. Leucospermum conocarpodendron ingår i släktet Leucospermum och familjen Proteaceae.

## Underarter
Arten delas in i följande underarter:
- L. c. conocarpodendron
- L. c. viridum